# Enas de Cannuja

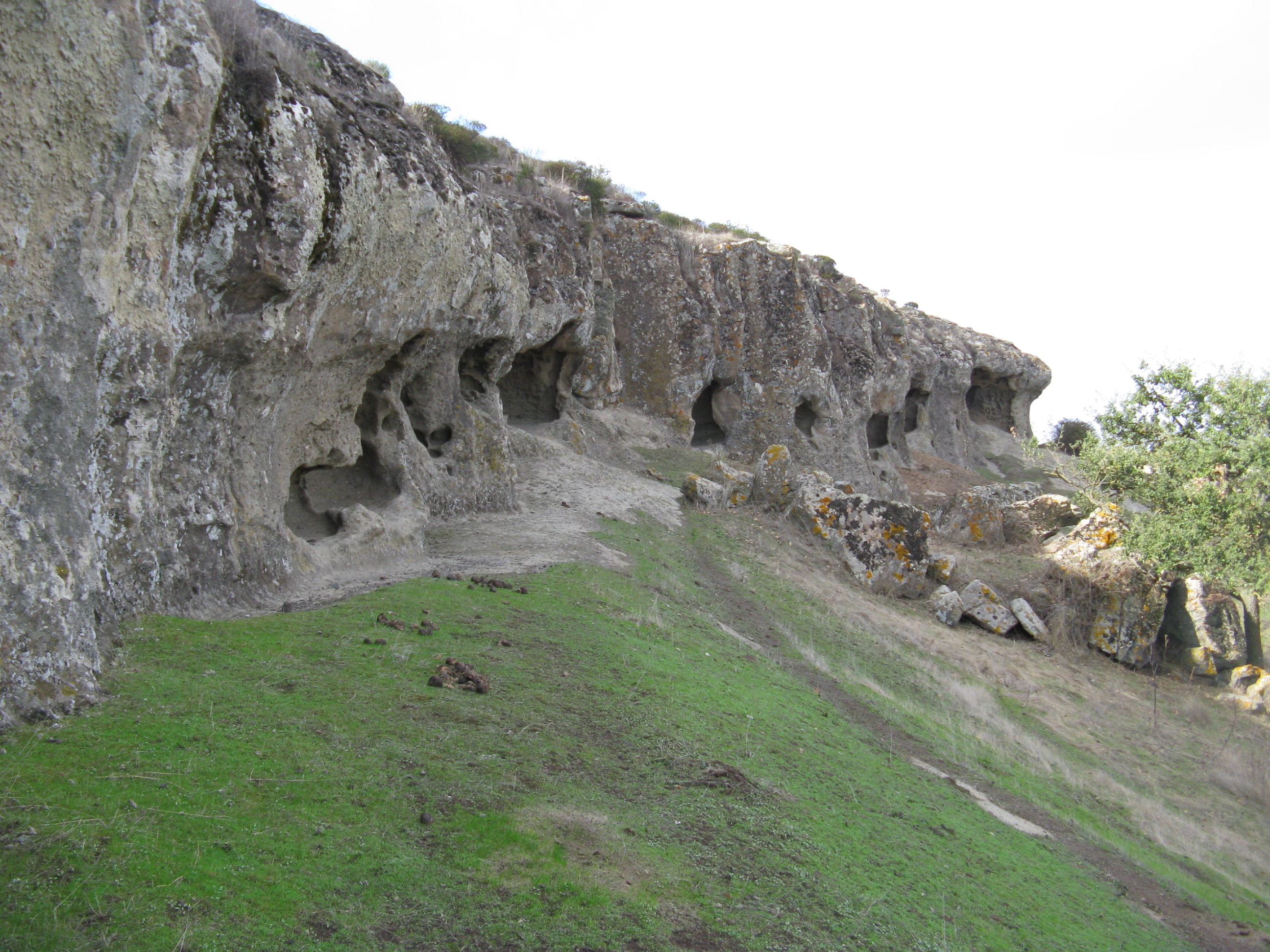
Enas de Cannuja

Die Nekropole der Domus de Janas von Enas de Cannuja liegt in Besudde, westlich der Straße SS131 von Thiesi nach Ittiri in der Provinz Sassari auf Sardinien.
Die pränuragische Nekropole von Enas de Cannuja ist eine abgelegene Gruppe von fünf oder sechs Felsgräbern in der Tuffsteinwand eines Tales. Die Domus de Janas sind in einem schlechten Zustand, haben aber noch kleine Reste roter Farbe an den Wänden.
Das als Grab der geschnitzten Säulen bekannte Grab besteht aus der Vorkammer und der rechteckigen Kammer. Diese hat in der Mitte zwei aus dem Fels gehauene Säulen, die mit Elementen im Fischgrätenmuster verziert sind. Die Decke bildet ein Satteldach mit dem skulptierten Dachbalken, der auf den Säulen ruht. Die Tür ist mit einer Reihe von doppelten Stierhörnern verziert. An der Wand gegenüber dem Eingang liegt der Umriss einer Scheintür.

Enas de Cannuja
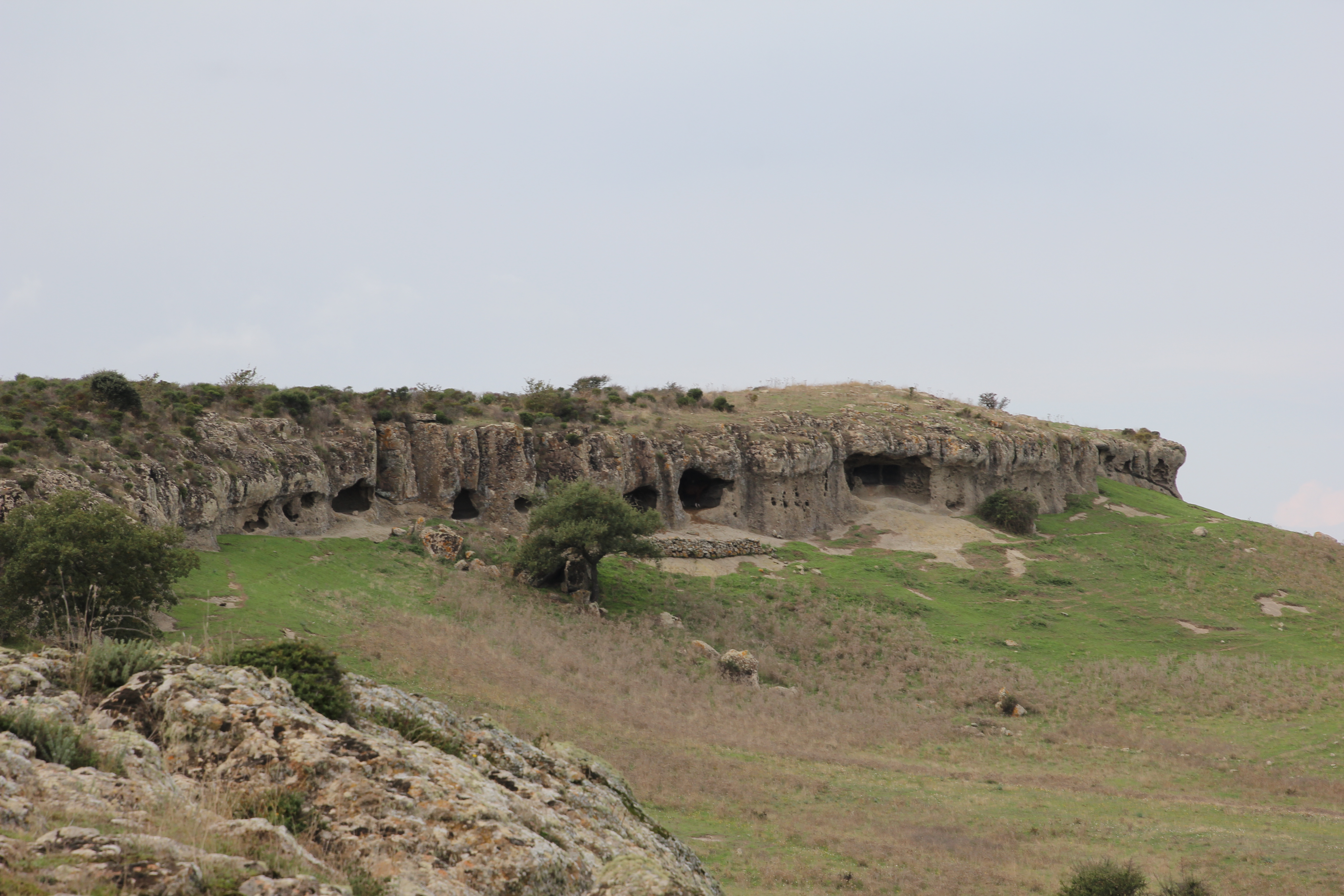
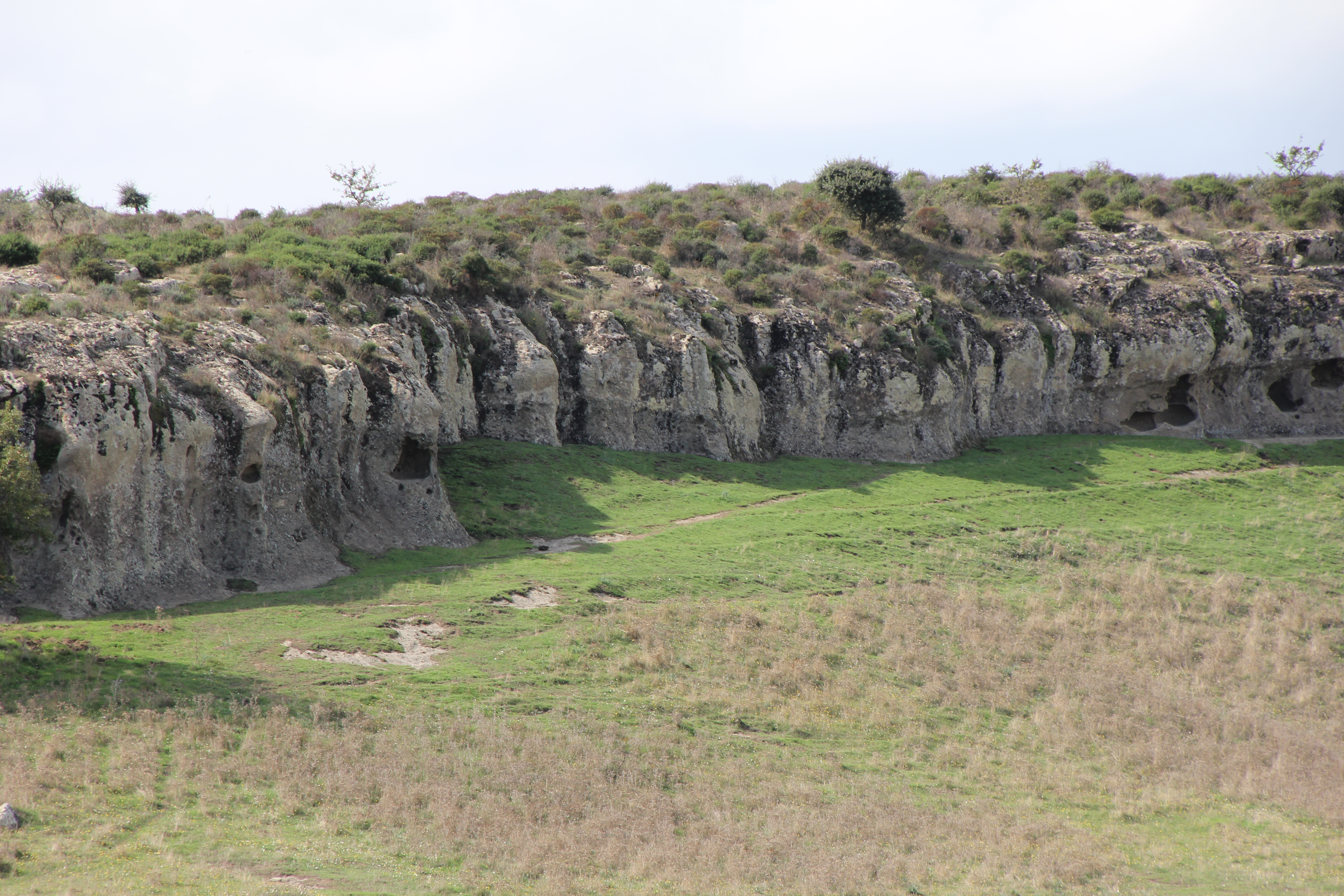
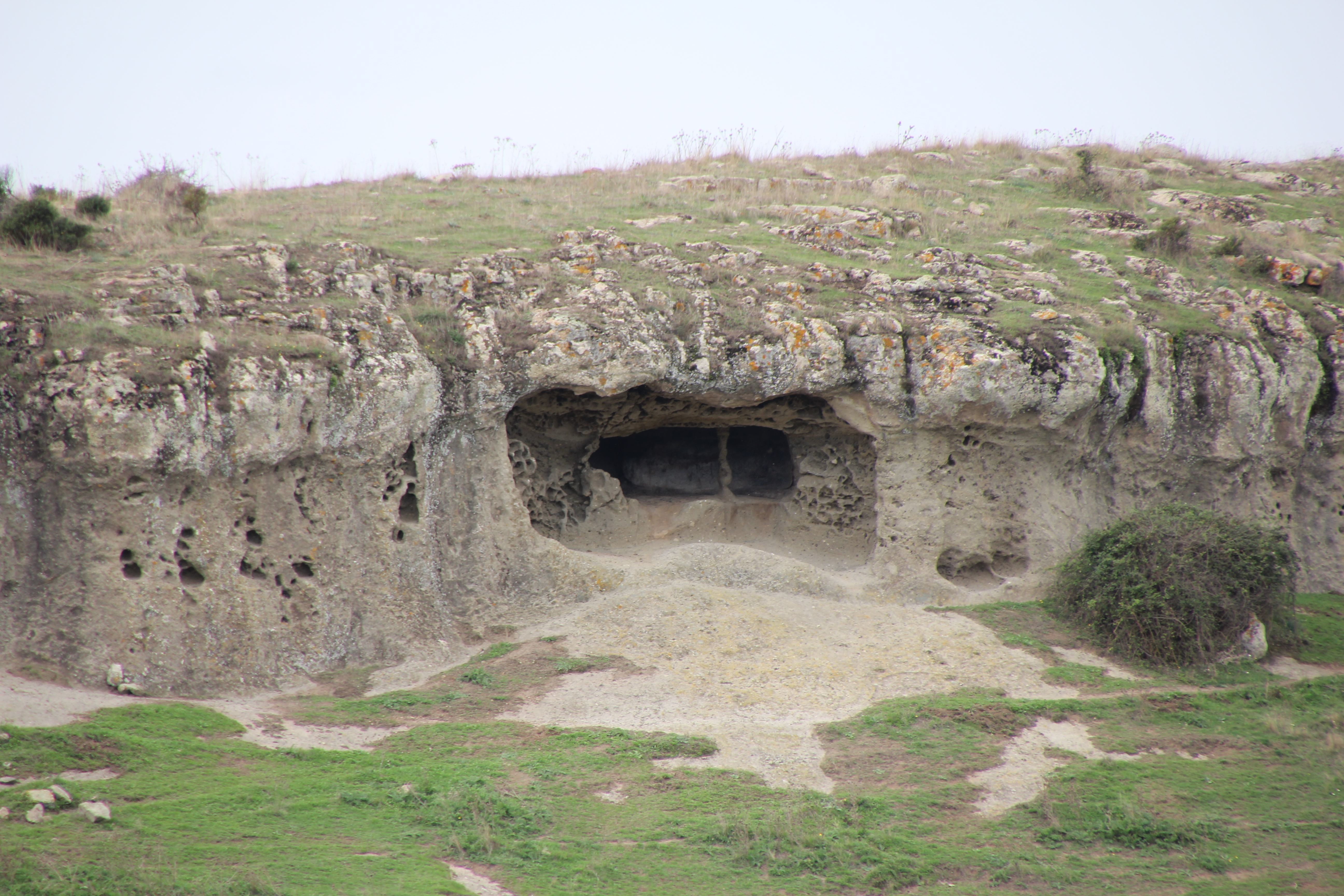
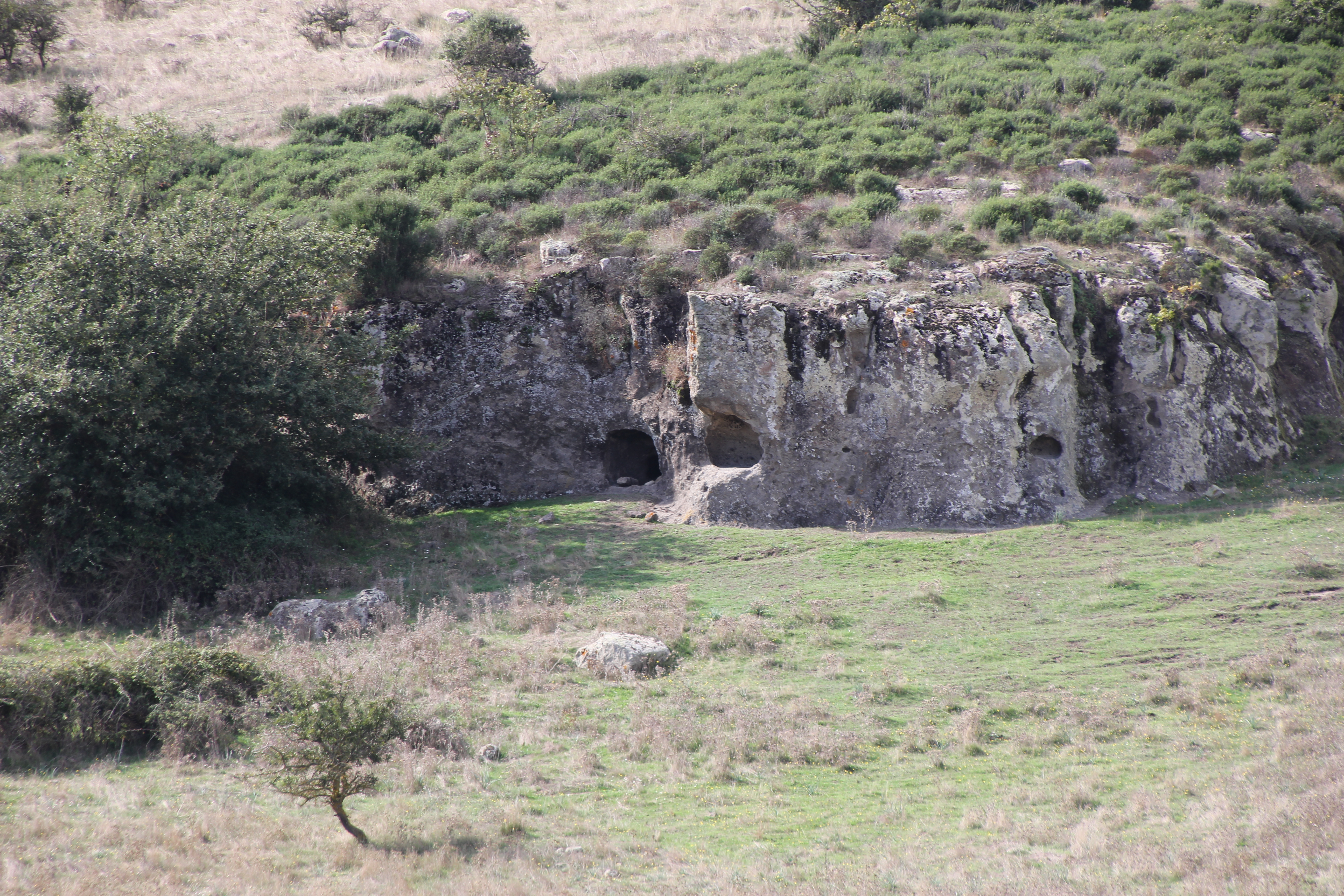

In der Nähe liegt Protonuraghe Front’e Mola.